# Clipele dinaintea singurătății
Clipele dinaintea singurătății este un film românesc din 1981 regizat de Constantin Păun. Rolurile principale au fost interpretate de actorii Eugenia Bosînceanu, George Negoescu.

## Distribuție
Distribuția filmului este alcătuită din:
- George Negoescu — Alecu
- Eugenia Bosînceanu — Zamfira